# جون هوارد أبلتون
جون هوارد أبلتون (بالإنجليزية: John Howard Appleton)‏ هو كيميائي أمريكي، ولد في 3 فبراير 1844 في بورتلاند في الولايات المتحدة، وتوفي في 18 فبراير 1930 في بروفيدنس في الولايات المتحدة.